# سعيد جاسم (لاعب كرة قدم مواليد 1998)
سعيد جاسم سعيد السعدي (مواليد 29 سبتمبر 1998، لاعب كرة قدم إماراتي يجيد اللعب في الدفاع مع .

## مسيرة اللاعب
لعب سابقاً في الفئات السنية في نادي العين ونادي الظفرة .

## روابط خارجية
- سعيد جاسم السعدي على موقع Soccerway.com (الإنجليزية)